# Prædation
Denne side handler om prædation og rovdyr som økologisk begreb (dyr der lever af andre dyr). For pattedyrordenen Rovdyr, se Rovdyr (orden).
Prædation er en biologisk interaktion, hvor et dyr æder et anden dyr (dets bytte). Inden for populationsdynamik fører dette til en sammenhæng mellem byttedyrs- og rovdyrspopulationer, hvilket mest simpelt kan modelleres med Lotka-Volterra-ligningerne.
Rovdyr (carnivorer) er et økologisk begreb for stort set alle de dyr, som lever af at æde andre dyr. Det økologiske begreb må ikke forveksles med pattedyrsordenen Rovdyr, da kødædende grupper er betydeligt mere udbredte. Rovdyr findes blandt amøber og nematoder over bløddyr (snegle og blæksprutter f.eks.) til leddyr (edderkopper, insekter og krebsdyr f.eks.), fisk, padder, krybdyr og fugle. Også parasitter regnes i princippet som rovdyr.
En hypercarnivor er et dyr som har en diæt med mere end 70% kød.

## Rovdyr i økologisk lys
Rovdyrets gevinst er, at de udnytter en niche, der består af næringsrige byttedyr. Dets ulempe er, at dyrene først skal findes og derefter fanges og dræbes, noget der alt sammen kræver et stort energiforbrug. Rovdyrene ligger altså under for en ubønhørlig kalkule: giver det energimæssigt overskud at jage byttet, eller er det mest fordelagtigt at lade det løbe?
Dette grundvilkår gør også, at der kun er meget få rovdyr, som har specialiseret sig i at jage andre rovdyr. Antallet af byttedyr er meget lille, så det kræver lange, opslidende jagter at finde og nedlægge føden, og dertil kommer, at byttedyrene er i stand til at forsvare sig. Derved kan et enkelt lille sår fra en ellers vellykket jagt blive katastrofal for den, der lever af rovdyr.